# Vieilles-Maisons-sur-Joudry
Vieilles-Maisons-sur-Joudry település Franciaországban, Loiret megyében. Lakosainak száma 621 fő (2022. január 1.). Vieilles-Maisons-sur-Joudry Coudroy, Bouzy-la-Forêt, Châtenoy, Lorris és Bray-Saint-Aignan községekkel határos.

## Népesség
A település népessége az elmúlt években az alábbi módon változott:
| Lakosok száma | 332  | 336  | 345  | 558  | 641  | 645  | 638  | 632  | 632  | 621  |
|               | 1968 | 1982 | 1990 | 2006 | 2013 | 2015 | 2017 | 2019 | 2020 | 2022 |